# GeekWire
GeekWire – amerykański portal informacyjny poświęcony technice.
Serwis został założony w 2011 roku, a jego twórcami są John Cook and Todd Bishop. Na łamach witryny ukazuje się codziennie od 20 do 30 artykułów. W ciągu miesiąca serwis odnotowuje ok. 1,5 mln wizyt.